# 麴乾固
麴乾固（?—?），麴寶茂之子，為古高昌國的君主，屬麴氏高昌之列，他於561年至601年在位。年号有延昌。